# صفرهای سمت راست فاکتوریل

## اعداد فاکتوریلی کاربرد زیادی در علم آمار و ریاضیات دارند برای مثال  با حروف کلمه Welcome  می توان چند کلمه ساخت؟ حرف اول می‌تواند شامل ۷ گزینه باشد. حرف دوم، نمی‌تواند شامل حرف اول باشد یعنی به ۶ طریق می‌تواند انتخاب گردد. حرف سوم، نمی‌تواند حرف اول یا دوم باشدیعنی به ۵ طریق می‌تواند انتخاب گردد، به همین ترتیب حرف دیگر به ترتیب، به ۴ ، ۳ ، ۲ و ۱ طریق می‌توانند انتخاب گردند. پس طبق اصل ضرب با حروف یاد شده می توانیم !۷ کلمه داشته باشیم.
تعداد صفر های !n از فرمول زیر به دست می آید.
```
                                           [n/5]+[n/5^2]+...+[n/5^k]
```

برای مثال فاکتوریل عدد ۱۰ دوصفر در سمت راست خود دارد. 
| n  | فاکتوریل                  |
| -- | ------------------------- |
| 0  | 1                         |
| 1  | 1                         |
| 2  | 2                         |
| 3  | 6                         |
| 4  | 24                        |
| 5  | 120                       |
| 6  | 720                       |
| 7  | 5,040                     |
| 8  | 40,320                    |
| 9  | 362,880                   |
| 10 | 3,628,800                 |
| 11 | 39,916,800                |
| 12 | 479,001,600               |
| 13 | 6,227,020,800             |
| 14 | 87,178,291,200            |
| 15 | 1,307,674,368,000         |
| 16 | 20,922,789,888,000        |
| 17 | 355,687,428,096,000       |
| 18 | 6,402,373,705,728,000     |
| 19 | 121,645,100,408,832,000   |
| 20 | 2,432,902,008,176,640,000 |